# 송림도서관
송림도서관은 인천광역시 동구에 있는 공립 도서관이다.

## 연혁
- 2011년 12월 27일 개관.